# Maia Sharp
Maia Sharp es una cantante y compositora estadounidense. Además de su carrera en solitario, ha escrito canciones y colaborado con varios músicos de country y pop, entre ellos Cher, Trisha Yearwood, Terri Clark, Bonnie Raitt, Edwin McCain y Art Garfunkel.

## Trayectoria
Sharp nació en el Valle Central de California, hija única del compositor de música country Randy Sharp y la profesora de antropología Sharon Bays. Cuando ella tenía cuatro años, la familia se mudó a Los Ángeles y a los cinco años grabó su primera canción. A los doce años ya tocaba el piano, el saxofón, el oboe y la guitarra, y a los veinte ya actuaba con sus canciones de jazz/folk en locales acústicos de Los Ángeles. Musicalmente, se inspiró en Bonnie Raitt, Joni Mitchell, Jackson Browne y Sting.  Sharp estudió teoría musical en la Universidad Estatal de California y comenzó a centrarse en la composición de canciones. Se declaró lesbiana cuando tenía 23 años.
Sharp dio su primer concierto en 1993. Dos años más tarde, conoció al ejecutivo musical Miles Copeland y grabó su álbum debut, Hardly Glamour (1997), en su sello discográfico Ark 21. Su siguiente álbum, Tinderbox, no pudo ser lanzado ya que Ark 21 se incorporó a PolyGram. Tres de sus canciones aparecieron en el álbum de Sharp de 2002, Maia Sharp on Concord. Su álbum de 2005 Fine Upstanding Citizen fue lanzado por el sello musical independiente Koch. Echo de 2009 fue lanzado por Crooked Crown.
Durante su carrera, Sharp ha colaborado con otros músicos, incluidos Lisa Loeb, Carole King, Jules Shear y Jonatha Brooke. Como compositora, sus canciones han sido grabadas por músicos como Cher, Kim Richey, Amanda Marshall, Paul Carrack, Edwin McCain, The Dixie Chicks, Trisha Yearwood y Kathy Mattea. Colaboró con Art Garfunkel y Buddy Mondlock en el álbum de 2002 Everything Waits to be Noticed, el debut de Garfunkel como compositor.
Sharp contribuyó con la canción "Castaway" al álbum Music from the Aisle of Lesbos, un álbum que presenta a varias artistas lesbianas de diferentes géneros.  En 2009, Sharp abrió el concierto de Bonnie Raitt en varias fechas.

## Discografía

### Álbumes en solitario
- 1997: Hardly Glamour
- 2002: Maia Sharp
- 2005: Fine Upstanding Citizen
- 2006: Eve and the Red Delicious
- 2009: Echo
- 2012: Change the Ending
- 2015: The Dash Between the Dates
- 2021: Mercy Rising
- 2023: Reckless Thoughts